# Judasträd

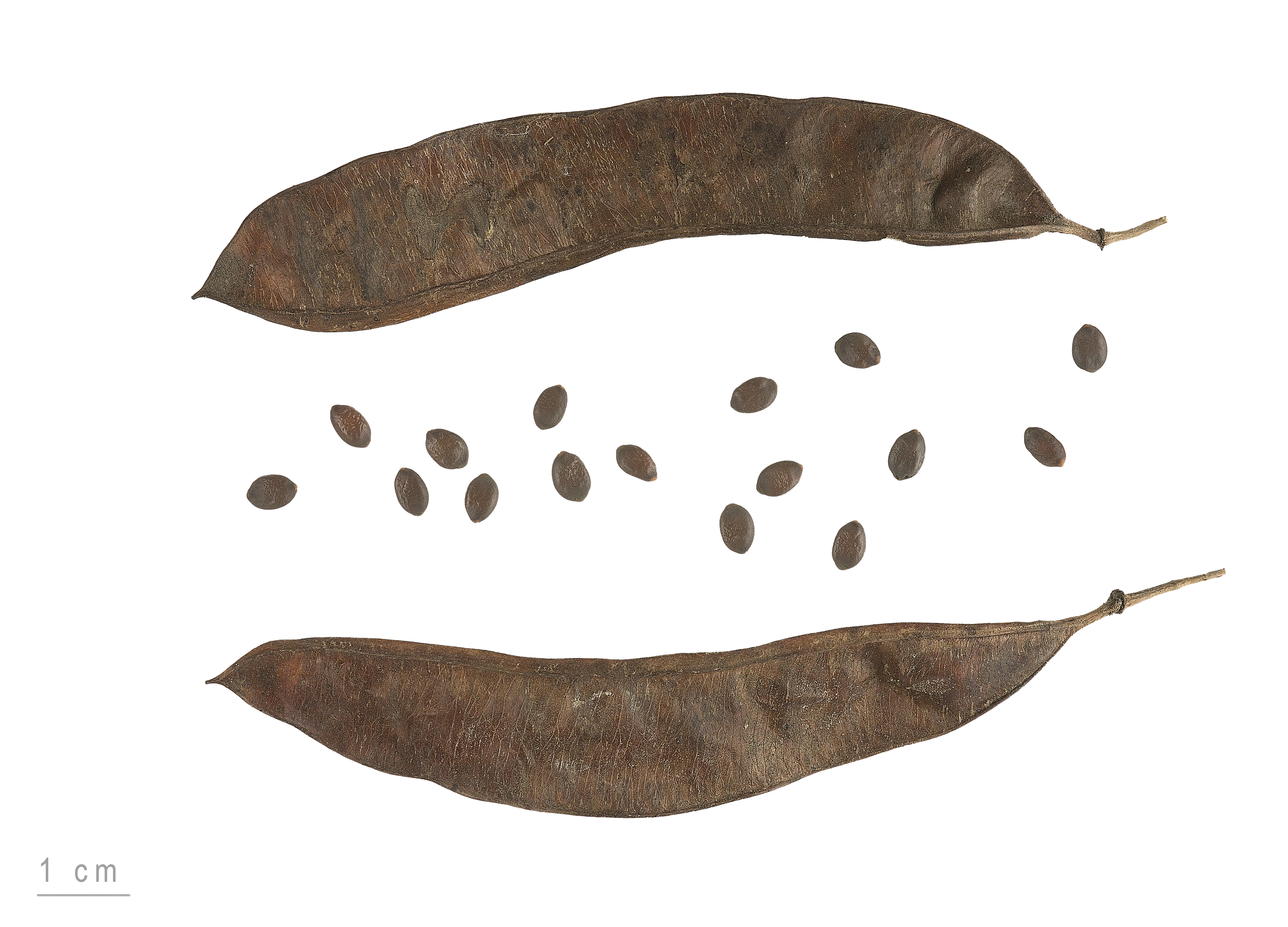
Cercis siliquastrum

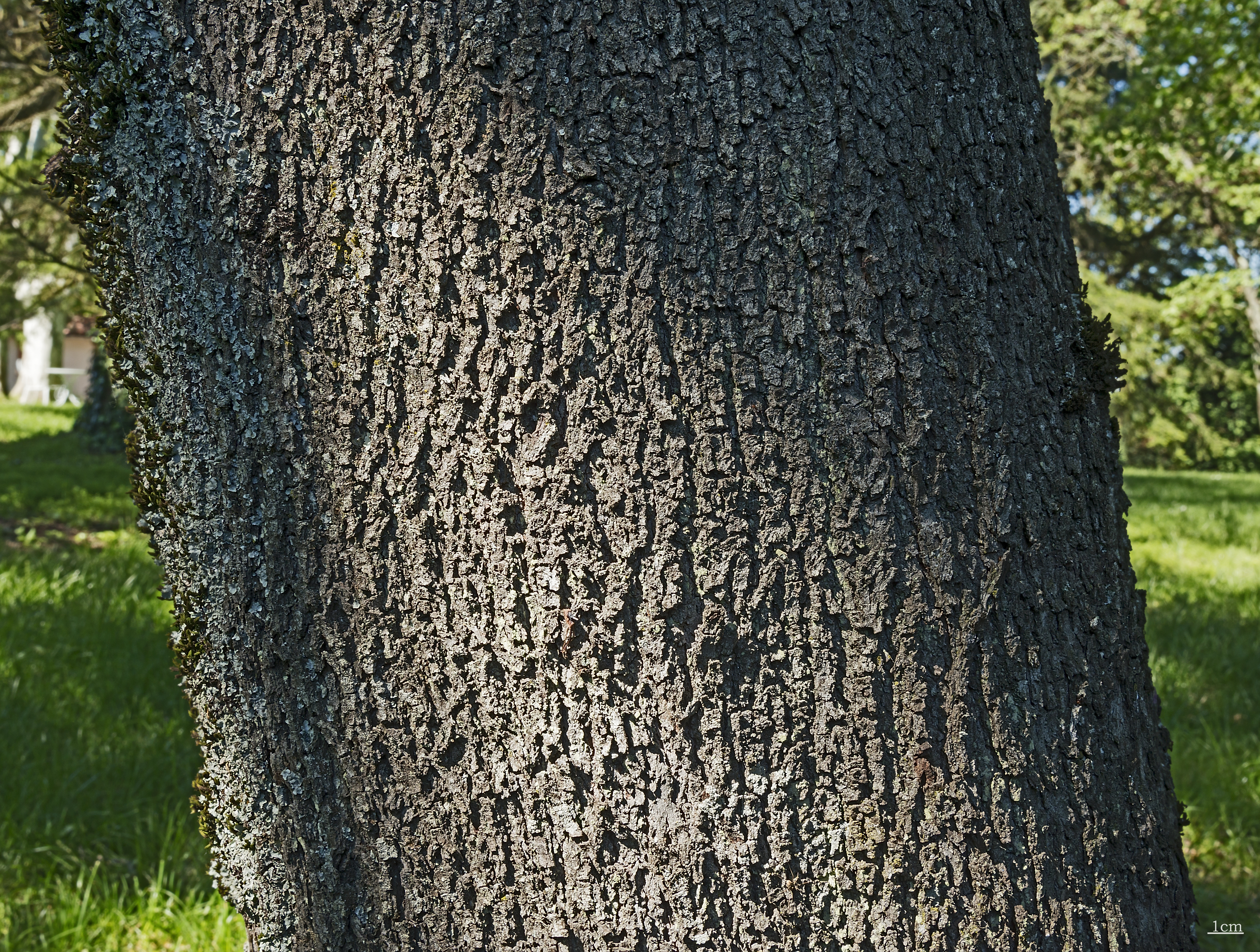

Judasträd (Cercis siliquastrum) art i familjen ärtväxter och förekommer naturligt i centrala och östra Medelhavsområdet och österut till västra Iran. Arten odlas ibland som trädgårdsväxt i sydligaste Sverige.
Judasträd är ett lövfällande träd som kan bli upp till 13 m högt. Bladen är enkla, njurlika, till 13 cm i diameter, ofta bredare än långa, kala med sju nerver från basen. Blommorna sitter 3-7 tillsammans på äldre grenar. De är purpurrosa, 1,2-1,5 cm långa. Frukten är en balja, 7,5-9,5 cm långa och 1,7-1,8 cm bred.

## Underarter
Två underarter kan urskiljas, subsp. siliquastrum och subsp. hebecarpa. Den senare förekommer i de östliga delarna av utbredningsområdet och skiljer sig från huvudunderarten genom att ha håriga blomskaft, foder och baljor. 
Hybriden mellan underarterna har fått namnet C. siliquastrum nothosubsp. yaltirikii.

## Synonymer
subsp. siliquastrum
Cercis florida Salisb.
Cercis siliquosa St.-Lag.
Siliquastrum arbor-judae Medik.
Siliquastrum orbiculatum Moench
subsp. hebecarpa (Bornm.) Yaltirk
Cercis hebecarpa (Bornm.) Ponert
Cercis siliquastrum var. hebecarpa Bornm.
nothosubsp. yaltirikii (Ponert) Govaerts 
Cercis yaltirikii Ponert